# Tanja Lange

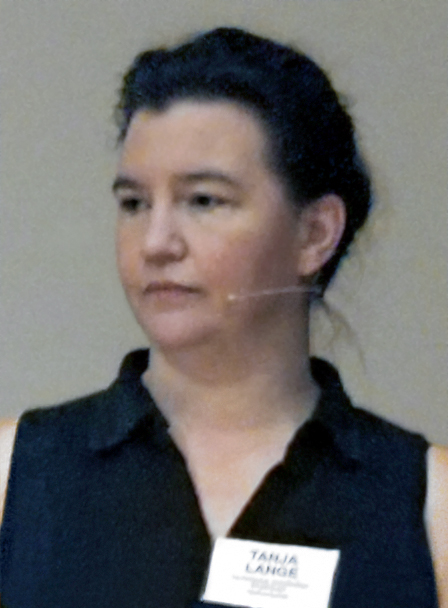
Tanja Lange in 2013

Tanja Lange is een Duitse cryptograaf en getaltheoreticus aan de Technische Universiteit Eindhoven. Ze staat bekend om haar onderzoek naar post-kwantumcryptografie.

## Opleiding en carrière
Lange behaalde in 1998 een diploma in wiskunde aan de Technische Universiteit Braunschweig. Ze promoveerde in 2001 aan de Universiteit van Duisburg-Essen. Haar proefschrift, begeleid door Gerhard Frey en YoungJu Choie, betrof Efficient Arithmetic on Hyperelliptic Curves .
Zij was van 2009 tot 2012 lid van de redactie (Editorial board) van het tijdschrift Advances in Mathematics of Communications. Sinds 2020 is zij lid van de redactie (Editorial Board) van Mathematical Cryptology.  Daarnaast is zij redacteur van vele andere tijdschriften op haar vakgebied.
Na haar postdoctorale studie aan de Ruhr Universiteit in Bochum, werd ze in 2005 universitair hoofddocent aan de Technische Universiteit van Denemarken. In 2007 werd ze als hoogleraar aangesteld aan de Technische Universiteit Eindhoven.
In de Technische Universiteit Eindhoven is ze in 2020 voorzitter van de groep coderingstheorie en cryptologie en wetenschappelijk directeur van het Eindhovense Instituut voor de Bescherming van Systemen en Informatie.  Ze is ook de coördinator van PQCRYPTO, een Europees multi-universitair consortium om elektronische communicatie toekomstbestendig te maken tegen bedreigingen zoals kwantumfactorisatie.  Ze is een van de belangrijkste auteurs van The Handbook of Elliptic and Hyperelliptic Curve Cryptography, gepubliceerd in 2005.
- Association for Computing Machinery: 81100368888
- DBLP: 56/2224
- Gemeinsame Normdatei: 142444731
- International Standard Name Identifier: 0000 0000 3954 7821
- Library of Congress Control Number: nb2006028288
- Mathematics Genealogy Project: 57071
- Nationale Bibliotheek van Israël: 987007449611005171
- Système universitaire de documentation: 111643546
- Virtual International Authority File: 75840603
- WorldCat: E39PBJfMkRdbPpFjrjKFMjD6rq